# Fortsättningsskola
Fortsättningsskola kallades den svenska folkskolans årskurser 7-8. Fortsättningsskolan infördes i Sverige under 1860-talet, och kallades då även repetitionsskola då det i början många gånger främst handlade om att repetera inför konfirmationen. Fortsättningsskolan fick från 1877 statsbidrag, och förekom främst i städer då den var frivillig, vilket den upphörde att vara 1918. Då blev dessa årskurser obligatoriska och flyttades ned till den "vanliga" folkskolan. På vissa orter, bland annat Göteborg, fanns även nionde och tionde årskurs, vilka var frivilliga.
Fortsättningsskolan ersattes av realskolan.